# ビャルニ・フリドリクソン
ビャルニ・フリドリクソン（アイスランド語: Bjarni Ásgeir Friðriksson 原語の発音；ビャルニ・アウスゲイル・フリズリクッソン、1956年5月29日 - ）は、アイスランドの柔道家。身長は190cm
。

## 人物
1984年ロサンゼルスオリンピックで銅メダルを獲得している。オリンピックには4度出場しており、1980年モスクワオリンピック、1988年ソウルオリンピック、1992年バルセロナオリンピックではメダルは獲得できなかった。

## 主な戦績
- 1981年 - 世界選手権　7位
- 1983年 - イギリス国際　3位
- 1984年 - イギリス国際　3位
- 1984年 -　ロサンゼルスオリンピック　3位
- 1988年 - ソウルオリンピック　7位
- 1989年 - ヨーロッパ選手権　無差別　5位
- 1990年 - イギリス国際　2位
- 1991年 - イギリス国際　3位
- 1992年 - オランダ国際　優勝
- 1992年 - オーストリア国際　2位
- 1993年 - イギリス国際　優勝